# Biblioteca comunale Cesare Pavese
La Biblioteca comunale Cesare Pavese di Casalecchio di Reno è situata all'interno di una struttura polifunzionale chiamata Casa della Conoscenza. L'edificio è stato inaugurato il 28 novembre 2004.
La struttura si colloca nel centro cittadino e si affaccia sulla direttrice principale della città, via Porrettana. La nuova costruzione sorge su quella che fino al 1975 era la stazione di testa della Ferrovia Casalecchio-Vignola.

## Storia
In seguito all'accordo tra Comune di Casalecchio e consorzio provinciale di pubblica lettura di Bologna, la biblioteca viene inaugurata il 7 giugno 1975 nella sede di via Cavour 4. Allo scioglimento del consorzio, nel 1985 muta la sua dicitura in biblioteca comunale.

### Casa della Conoscenza
La struttura è stata creata per rispondere alle esigenze crescenti di spazi per la biblioteca e con l'idea di creare un punto di riferimento per le attività culturali del paese. L'edificio ospita anche una sala polivalente, uno spazio espositivo e una sala seminari. L'Area destinata alla biblioteca è di circa 1500 m², distribuiti in due piani differenti. Al piano terra è possibile trovare le guide turistiche, la sezione hobby, una zona ristoro, i periodici e dei tavoli pensati per la consultazione del materiale e per l'incontro. Al piano superiore si trovano narrativa e saggistica, tutto il materiale multimediale, la sezione di Storia Locale e quella dedicata ai Ragazzi.

## Collezione
Per la sua natura offre materiale per l'informazione generale, con una particolare attenzione agli spazi e ai libri per ragazzi e alla valorizzazione della storia locale.
Il patrimonio della Biblioteca è di oltre 60000 documenti, di cui 8000 pezzi multimediali, tra DVD video e musica in compact disc. Esiste anche una sezione dedicata alle lingue straniere con letteratura in lingua e grammatiche per l'apprendimento.
La sezione ragazzi occupa un'ala della biblioteca ed è destinata ai minori di 14 anni e a chi li accompagna. La collezione è a scaffale aperto ed è composta da libri in lingua italiana, tattili, pop up, fumetti, giornalini e riviste, cartoni animati, film in DVD e Audiolibri.
Il catalogo delle collezioni della biblioteca è consultabile sull'OPAC (Online Public Access Catalogue) del Polo bolognese del Servizio bibliotecario nazionale in collaborazione con Università, Provincia e Comuni.
Le risorse digitali disponibili per gli utenti da remoto (ebook, periodici, musica, banche dati) sono accessibili dal portale Biblioteca digitale metropolitana di Bologna, servizio cooperativo dell'Istituzione biblioteche del Comune di Bologna e delle biblioteche dei Comuni della provincia di Bologna, attivo da gennaio 2012.

## Servizi
La biblioteca offre dei computer per la navigazione in internet e l'elaborazione di testi. È anche possibile utilizzare la connessione wi-fi, libera e gratuita del comune di Casalecchio di Reno.
Periodicamente vengono elaborate bibliografie e percorsi di lettura tematici, sia per la narrativa che per la saggistica, filmografie e discografie.
Il servizio principale rimane ancora quello del prestito librario e multimediale. Iscrivendosi gratuitamente alla biblioteca sarà possibile prendere a prestito fino a cinque pezzi con una durata del prestito di un mese per i libri e di una settimana per il materiale multimediale.
La biblioteca aderisce alle iniziative di Nati per leggere ed ogni mercoledì, da ottobre ad aprile dei lettori volontari raccontano storie ai più piccoli negli spazi dedicati dell'area Ragazzi. Sempre per i più piccoli sono organizzati laboratori letture e visioni all'interno della rassegna Vietato ai Maggiori.